# وليام إدوارد هودسون بيرويك
وليام إدوارد هودسون بيرويك (بالإنجليزية: William Edward Hodgson Berwick)‏ ‏(11 مارس 1888 في دادلي هيل، برادفورد، 13 مايو 1944 في بانغور) عالم الرياضيات البريطاني، وتخصص في علم الجبر، وكان من الذين عملوا على مسائل حساب الأسس التي لا تتجزأ في الأعداد الصحيحة الجبرية في امتداد جبري بسيط للأعداد الجذرية.

## تراث
بيرويك وهب الأموال لجوائز جمعية الرياضيات في لندن. بعد وفاته كانت تستخدم لإنشاء جوائز بيرويك، ولا تزال الجمعية تمنح هذه الجوائز إلى الآن.